# Adesmus collaris
Adesmus collaris är en skalbaggsart som beskrevs av Julius Melzer 1931. Adesmus collaris ingår i släktet Adesmus och familjen långhorningar. Inga underarter finns listade i Catalogue of Life.